# Ciurea (gmina)
Ciurea – gmina w Rumunii, w okręgu Jassy. Obejmuje miejscowości Ciurea, Curături, Dumbrava, Hlincea, Lunca Cetățuii, Picioru Lupului i Slobozia. W 2011 roku liczyła 11 640 mieszkańców.